# Twist
 (mars 2024).
Si vous disposez d'ouvrages ou d'articles de référence ou si vous connaissez des sites web de qualité traitant du thème abordé ici, merci de compléter l'article en donnant les références utiles à sa vérifiabilité et en les liant à la section « Notes et références ».
Pour la chanson de Chubby Checker, voir The Twist. Pour les autres significations, voir Twist (homonymie).

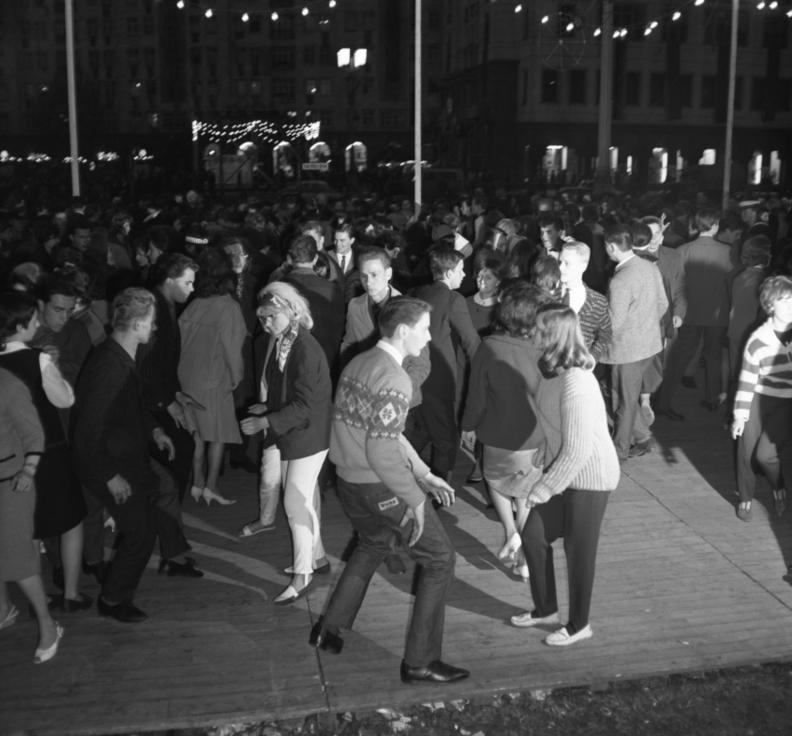
Jeunes dansant le twist à Berlin en 1964.

Le twist (du verbe anglais signifiant « tordre » ou « se tortiller ») est une danse qui a été extrêmement populaire au début des années 1960, en même temps qu'un genre musical dérivé du rock 'n' roll.

## Historique
Le point de départ de la vague twist est le morceau The Twist, composé et enregistré par Hank Ballard en 1959. Sorti sur la face B du single Teardrops On Your Letter du groupe Hank Ballard and the Midnighters, il obtient un honorable succès en culminant en 28e place au Billboard Hot 100. La vraie percée a lieu lorsque le jeune chanteur Chubby Checker reprend cette chanson. Sa version, publiée en juin 1960, se propulse en tête des ventes au mois de septembre suivant, tandis que ses apparitions télévisées font connaître le twist en tant que danse auprès du grand public américain et déclenchent un engouement sans précédent. (The Twist, sera bien plus tard, adapté en allemand par le chanteur new wave Klaus Nomi sur son premier LP paru chez RCA Records en 1981).
Chubby Checker réédite l'exploit au niveau international avec Let's Twist Again en juin 1961, qui, s'il ne monte qu'en no 8 aux États-Unis, arrive au sommet des ventes au Royaume-Uni et obtient un succès majeur dans toute l'Europe occidentale. Le twist devient dès lors un véritable phénomène de société, des deux côtés de l'Atlantique. À New York, le temple du twist est le Peppermint Lounge, un bar-discothèque qui va brusquement accéder à une renommée mondiale lorsque son groupe résident, Joey Dee and the Starliters, inscrit sa chanson Peppermint Twist pour trois semaines en tête du Billboard, en janvier-février 1962.
Le twist a eu son apogée entre l'été 1961 et la fin 1962. Divers producteurs et artistes tentèrent alors de lancer des danses concurrentes (watusi, chicken, hully-gully, monkey, etc.), dont certaines dérivées du twist (loco-motion, mashed potatoes) mais aucune ne prit durablement, à l'exception du madison, reposant sur une base musicale distincte. Le twist reste de nos jours pratiqué comme danse de salon, non sans un clin d'œil rétro.
En 2014, Matt Houston et DJ Assad sortent Twist 2k14, un titre moderne qui fait allusion au twist.

### Le twist en France
En septembre 1961, Johnny Hallyday lance le twist en France sur la scène de l'Olympia. Il publie au même moment le 33 tours 25 cm Viens danser le twist et un super 45 tours comportant tous deux l'adaptation française de Let's Twist Again, intitulée Viens danser le twist, enchaînée avec une reprise en anglais de l'original (avec ce titre, Johnny Hallyday obtient son premier disque d'or).
En octobre 1961 sort le premier album 25 cm des Chats Sauvages avec une nouvelle adaptation de Viens danser le twist et Twist à Saint-Tropez un original français.
En décembre 1961, Eddy Mitchell et Les Chaussettes Noires sortent une adaptation française de The Twist, sous le titre Le Twist. Le même mois, Sylvie Vartan chante "Let's twist again" à la télévision Française, accompagnée par l'orchestre de l'émission et danse avec le public, ce sera l'une des premières représentation télévisuelle du twist.
Tous les artistes français de la génération yéyé eurent dès lors à cœur d'enregistrer des twists, souvent les mêmes. La Leçon de twist, adaptation française de Twistin the Twist créé en France par Teddy Martin and his Las Vegas Twisters a été écrite par Giuseppe Mengozzi alias Jerry Mengo. Le disque de Jerry Mengo sera publié sous un pseudonyme comme il le faisait pour les compositions et interprétations de titres ne relevant pas du domaine du Jazz. On compte plus de 35 reprises et adaptations de ce titre emblématique bien français du twist malgré son titre anglais. 
Et la plupart du temps, assez injustement, personne ne sait qui l’a composé : les disques de Teddy Martin and his Las Vegas Twisters ont pourtant eu beaucoup de succès, et ce dès 1961. Au début du printemps 1962, les reprises fusent pour surfer sur la déferlante "twist", le titre est adapté en français par Danyel Gérard et Lucien Morisse et sera enregistré avec succès par Les Chaussettes Noires, Richard Anthony, Danyel Gérard, Dalida, Caterina Valente, Nancy Holloway et plein d’autres.

## Le twist comme danse
La simplicité du twist explique en grande part son exceptionnel succès. Il consiste à tortiller en rythme son bassin (et son arrière-train), les bras à demi pliés accompagnant le mouvement, avec alternativement une jambe tendue et l'autre en flexion, voire décollée du sol. Ce mouvement est défini par la formule : « Faire comme si on s'essuyait les fesses avec une serviette de bain tout en écrasant une cigarette avec le pied. »
Les danses rock 'n' roll stricto sensu, dérivées du swing et du bop d'antan, demandaient un certain apprentissage mutuel des partenaires, et donc tendaient à stabiliser les couples déjà formés en sélectionnant les plus experts ; à l'inverse, le twist est une danse sans contact qui exige peu d'espace, qui peut se faire aussi bien en solo qu'en ligne ou en foule chaotique.

## Le twist comme phénomène social
Conséquence de ce qui précède, cette danse convient aussi bien aux piètres danseurs et aux timides qu'aux dragueurs et aux volages, sans parler des attitudes très suggestives auxquelles elle se prête. On[Qui ?] peut dire que le twist a accompagné la libération sexuelle des années 1960[réf. nécessaire] tout en transformant la culture rock en un véritable phénomène de masse. C'était du jamais vu.
D'autre part, il désamorce le contenu de révolte juvénile que recélait le rock 'n' roll des origines pour répandre une vision hédoniste et festive, non sans arrière-pensées commerciales. Il devient vite trans-générationnel : l'illustre big band du vétéran Count Basie sort en 1962 The Basie Twist, écrit par Benny Carter, tandis que Frank Sinatra chante Everybody's Twistin. La même année, Maurice Chevalier, alors âgé de soixante-quatorze ans, enregistre Le Twist du canotier, accompagné par Les Chaussettes Noires. Le twist marque l'entrée dans l'ère optimiste et consensuelle du yéyé.

## Le twist comme genre musical
Bien qu'étant à travers Hank Ballard issue du rhythm and blues, la musique twist marque une rupture avec les musiques noires et le monde du jazz (contrairement au madison). Elle exige des temps également marqués, proscrit en principe syncopes et rythmes swing ou shuffle, ce qui la distingue aussi du rockabilly. Le tempo s'inscrit dans d'étroites limites autour de 160 BPM, soit 40 mesures 4/4 par minute. L'instrumentation reste toutefois éloignée du rock, les guitares sont peu présentes, la rythmique met en avant claviers et instruments à vent (le solo de saxophone est quasiment une figure imposée de cette musique).
Cet aspect très codifié du style twist a donné naissance en 1961-1962 à une foule de morceaux souvent d'une grande simplicité, mais l'influence de leur rythmique strictement binaire a préparé l'émergence du Merseybeat, des Beatles et de leurs suiveurs.

## Quelques succès twist
- Chubby Checker : The Twist
- Chubby Checker : Let's Twist Again (chanté en presque toutes les langues).
- Teddy Martin and his Las Vegas Twisters :  Twistin the Twist adapté en version française "Leçon de twist"
- Joey Dee and the Starliters : Peppermint Twist
- The Marcels : Merry Twistmas (dans le film Twist Around the Clock avec Chubby Checker)
- Clay Cole : Twist around the Clock (dans le film Twist Around the Clock avec Chubby Checker)
- The Dovells : Bristol Twist Annie, groupe créateur d'un style de musique dérivé du twist, le stomp (également chanté par Elvis Presley pour le film Viva Las Vegas)
- Elvis Presley : Rock a Hula Baby (Twist Special)
- Danny & the Juniors : Twistin' USA (une reprise de Chubby Checker, également adaptée par Johnny Hallyday)
- Gary U.S Bonds : Twist, Twist Senorita (repris par plusieurs chanteurs dans le monde)
- Terry Corrin : Twistin' and Cryin' All Alone
- Top Notes : Twist and Shout (repris par les Isley Brothers et surtout par les Beatles)
- The Wiggles : Can you (Point Your Finger and Do the Twist)
- Jack Hammer : Kissin' Twist
- Sam Cooke composa et interpréta de nombreux twists dont Twistin' the Night Away et Meet Me at the Twisting Place en 1962. Ce dernier fut repris avec succès par Johnny Hallyday et par Sylvie Vartan, sous le nom de Madison Twist, tentative sans lendemain de fusion entre musique twist et madison.

Twists français
- Les Chats sauvages : Twist à Saint-Tropez, Viens danser le twist, Laissez-nous twister, etc.
- Dalida : T'aimer follement, Itsi bitsi petit bikini, Garde-moi la dernière danse, Le jour le plus long, Le petit Gonzalès
- Johnny Hallyday : Danse le twist avec moi
- Richard Anthony : J'irai twister le blues
- Les Chaussettes noires, Dalida : La leçon de twist
- Petula Clark : Ya Ya Twist.
- Henri Salvador : Le drôlatique Twist SNCF.
- Futéruzés : Twist avec maman

Allemagne
- Billy Sanders : Hallo Mister Twist
- Caterina Valente : Popocateptl Twist
- Oliver Twist and the Happy Twistler : Twist für Gina
- Peter Van Eck und sein Quintett : Bundespresseball Twist

Pologne
- Helena Majdaniec : Wesoły twist (Joyeux twist), Jutro będzie dobry dzień (Demain, ce sera une bonne journée), Rudy rydz

Autres
- Matt Houston, DJ Assad et Dylan Rinnez : Twist 2K14 (2014), un titre moderne qui fait allusion au twist.